# 1973 en Inde
Chronologie de l'Inde
- 1969
- 1970
- 1971
- 1972
- 1973
- 1974
- 1975
- 1976
- 1977

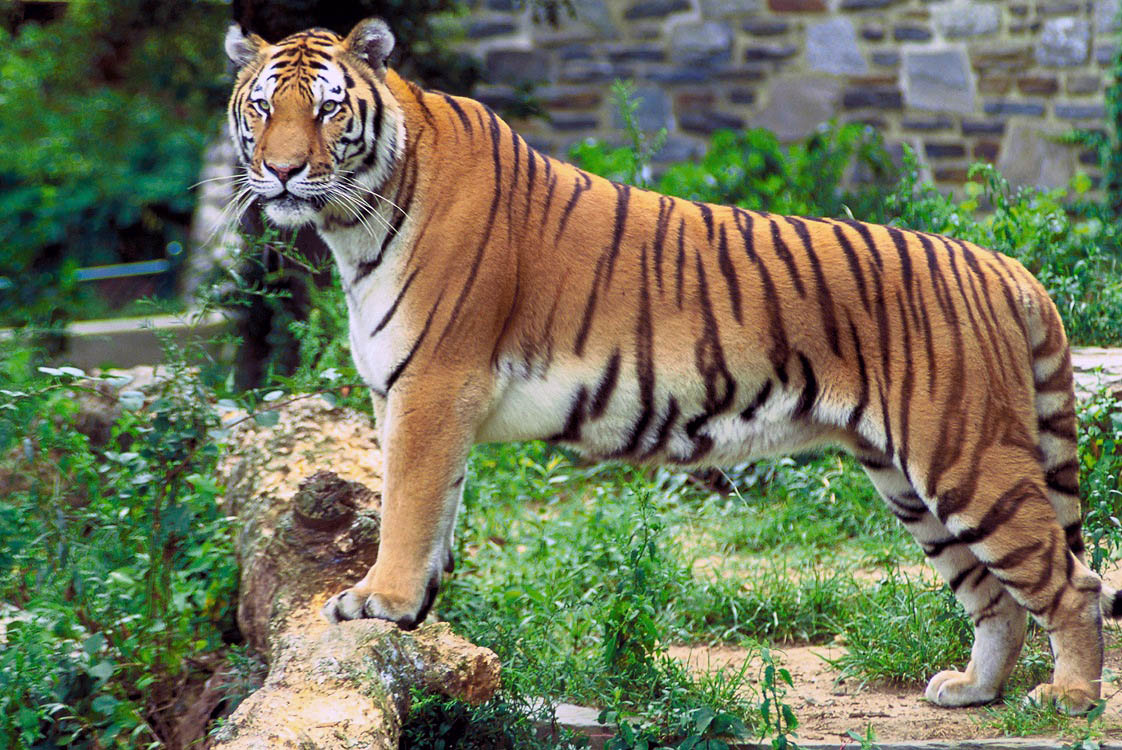
Lancement du projet Tigre pour sauver le tigre du Bengale de l'extinction.

Cette page concerne les évènements survenus en 1973 en Inde :

## Évènement
- 1er avril : Lancement du projet Tigre
- mai : Révolte de la police armée provinciale (en)
- 31 mai : Crash du vol 440 Indian Airlines (en)
- 28 août : Accord de Delhi (en) entre l'Inde, le Pakistan et le Bangladesh.
- octobre : Résolution Anandpur Sahib (en)
- 20 décembre : Mouvement étudiant Navnirman Andolan (en) au Gujarat.

## Cinéma
- 20e cérémonie des Filmfare Awards
- 21e cérémonie des National Film Awards (en)
- Les films Bobby, Jugnu, Daag (en), Zanjeer (en) et Yaadon Ki Baaraat (en) sont à la première place du box office indien pour l'année 1973.
- Autres sorties de film :
  - Dhund
  - Duvidha
  - Tonnerres lointains
  - Une rivière nommée Titas

## Littérature
- Daatu (en), roman de S. L. Bhyrappa (en)
- Maranottar (en), roman de Suresh Joshi (en)

## Création
- Code de procédure criminelle de l'Inde (en)